# 후두개음
후두개음(喉頭蓋音) 또는 울대머리마개소리는 후두개와 인두벽 사이에서 조음하는 자음이다. 이 조음 위치에서는 생물학적으로 설측음이나 비음을 낼 수 없다. 또한 파열음이 유성음이 되지 못한다. 국제 음성 기호에 있는 후두개음은 아래와 같다. 후두개 방출음이라는 것도 존재한다.
| IPA | 이름               | 예       | 예   | 예    | 예   |
| --- | ------------------ | -------- | ---- | ----- | ---- |
| IPA | 이름               | 언어     | 철자 | 발음  | 뜻   |
|     | 후두개 파열음      | 아굴어   |      | [jaʡ] | 중심 |
|     | 유성 후두개 마찰음 | 아바르어 | магl | [maʢ] | 손톱 |
|     | 무성 후두개 마찰음 | 아바르어 | махl | [maʜ] | 냄새 |
| ʡ͡ʢ  | 후두개 파찰음      |          |      |       |      |
| ʡ̆   | 후두개 탄음        |          |      |       |      |